# 1986年のル・マン24時間レース

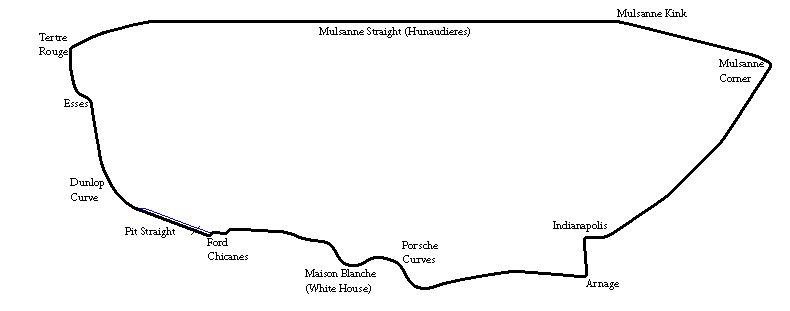
1986年のコース

1986年のル・マン24時間レース（24 Heures du Mans 1986 ）は、54回目のル・マン24時間レースであり、1986年5月31日から6月1日にかけてフランスのサルト・サーキットで行われた。

## 概要
日程はフォーミュラ1に参戦するドライバーも参加できるように決められたため、例年より少し早い時期の開催になった。
ミュルサンヌコーナーの角度が緩く改修され、若干コース距離が短くなったが、ラップタイムへの影響はほとんどなかった。1985年のル・マン24時間レースに関し燃費規制が厳しくワークスポルシェがペースを上げられなかったことがレースへの興味を削いだという批判に応え、1984年のル・マン24時間レースと同様2550リットル使用できることになった。
ポルシェが強すぎるせいもあってか観客数は減少傾向にあったが、1982年にFIA 世界耐久選手権が富士スピードウェイで開催されポルシェ・956が走って以来、日本におけるル・マン24時間レースの人気は高まりを見せ、日本メーカーは力を入れて来た。ワークス3チームが出場するとあって日本からの報道陣も多く、200人を優に超えた。
参戦メーカーだけでなく、ポルシェのトップチームであるヨースト・レーシングのスポンサーがタカキュー、クレマーのスポンサーがケンウッドとスポンサーも増え、現地には日本チームと日本人がこれまでになく多く姿を見せ、地元の新聞では「ジャポンアタック」（Le Japon Ataque ）と報じられたものの、まだ勝利は競えず完走の可否が問われる次元であった。
ランチアはこの年姿を見せなかった。

### C1
ポルシェはエースであったジャッキー・イクスが前年限りで引退したためチーム編成が大きく変わった。エンジンは935/82型を2.86リットルに拡大、さらにこのレースには間に合わなかったものの全水冷の935/83型を開発していた。またテスト的にデュアルクラッチトランスミッションポルシェ・ドッペルクップルングを搭載したポルシェ・962PDKを出走させた。高橋国光がクレマーポルシェのメンバーとして初参加した。
ジャガーはTWR体制になり、5,993ccV型12気筒エンジンを搭載した新型のジャガー・XJR-6を投入するなど大幅な戦力向上を図って来た。エンジンが大きくホイールベースも伸びるため車両重量は900kgを超えたが、カーボンとケブラーを使用したシャシはまとまりが良かった。スポンサーはシルクカットになり外観も一新した。
ザウバー・メルセデス・ベンツはこの年ザウバー・C8 2台がエントリーしたが、まだスポーツカーレースで雨の中1勝しただけで信頼性がなく、本格的な参戦ではなく数年先を見据えての参戦となった。
初出場の日産自動車は当初からワークス体制のニスモで参戦、シャシ製作とメンテナンスはマーチが行ない、エレクトラモーティブがチューンするなど国際的な体制を取った。V型6気筒ターボエンジンのパワーはポルシェを上回るという触れ込みで、ポルシェのライバルになるという印象を与えた。ポルシェは「われわれは日産の挑戦を歓迎する」との談話を発表し、偶然ピットがポルシェの隣になった。

### GTX
ポルシェが四輪駆動で話題になったポルシェ・959のレース仕様車ポルシェ・961を出走させた。

### GTP
マツダは従来使用していた2ローター13B型エンジンを3ローターの13G型とし、マツダ・757で完走を目指すチームから上位入賞を狙うチームへの脱皮を図った。

## 予選
ジャガーは決勝に向けてのマシン調整を優先させたが、それでも予選5位、7位、14位を占めて注目された。
ポルシェが最前列を確保したが、タイムは前年を下回った。ポルシェ・962PDKはトラブルでタイムが伸びず予選8位。ポルシェ・961も1,000kgを超える重量で振るわなかった。ヨーストは3分17秒11で3位となり、再びワークスポルシェを打ち負かそうと士気が高かった。
ニッサンは内紛が多く、タイムアタックどころではなかった。
トヨタは日産より深刻で、満足に走れなかった。
マツダも直線で350km/hを予定していたのに311km/hしか出ないなど順調ではなかったが、ル・マンを走り慣れていることもあって余裕があった。

## 決勝
午後4時にスタートした。ヨーストは3連勝に向けてペースを上げ、ポルシェワークス2台との一騎討ちとなった。ペースアップに歯止めが掛からなくなり、初参戦したニッサン関係者は「24時間のスプリントなのか？」と驚いている。
ザウバー・メルセデス・ベンツはトランスミッションとオイルクーラーのトラブルで土曜日の明るいうちに2台とも戦列から去った。
ジャガーは51号車と52号車が最高速度356km/h、53号車が352km/hを記録するなど仕上がりが良く、次第に上位に進出したが、21時52分に5位から6位あたりを走行中の52号車がガス欠で、1時47分に53号車がトランスミッション故障でリタイア、残る51号車は2位で走行中にタイヤバーストで足回りにダメージを受けて、3台ともリタイアとなった。
ポルシェ陣営は12時間で3位を走行していたワークスポルシェがオイルに乗って接触しリタイア。さらに8位で走行していたクレマーポルシェがユーノディエールで350km/hで走行中に大クラッシュ、乗っていたヨー・ガルトナーが即死する事故があった。このためペースカーが入ったがスピードが7分/周とかなりゆっくりで2時間半も続き、ヨーストのエンジンがオーバーヒートを起こしヘッドガスケットを吹き抜けさせてしまい首位のままリタイヤ、ワークスの勝利が決まった。

## 結果
デレック・ベル/ハンス＝ヨアヒム・スタック/アル・ホルバート組のポルシェ・962C、1号車が24時間で4972.731kmを平均速度207.197km/hで走って「予定通り」優勝はしたものの、2号車と3号車がリタイアした。ポルシェ勢全体でもトップ10台のうち9台を占める完勝だったものの、956と962合わせて出走14台のうち7台がリタイアとなった。
日本車の完走はニッサンの16位が唯一であったが、この完走は日本国内で大きな反響を呼び、1987年のル・マン24時間レースに対するステップになった。
マツダはインプットシャフトが折れるトラブルに見舞われ、1981年以来の全滅を喫した。
| 順位    | クラス | ナンバー | チーム                                                                | ドライバー                                                                       | シャシ                                                | タイヤ | ラップ数 |
| 順位    | クラス | ナンバー | チーム                                                                | ドライバー                                                                       | エンジン                                              | タイヤ | ラップ数 |
| ------- | ------ | -------- | --------------------------------------------------------------------- | -------------------------------------------------------------------------------- | ----------------------------------------------------- | ------ | -------- |
| 1       | C1     | 1        | ロスマンズポルシェ                                                    | - デレック・ベル - ハンス＝ヨアヒム・スタック - アル・ホルバート                 | ポルシェ・962C                                        | D      | 368      |
| 1       | C1     | 1        | ロスマンズポルシェ                                                    | - デレック・ベル - ハンス＝ヨアヒム・スタック - アル・ホルバート                 | ポルシェ・935/82型2.86リットル水平対向6気筒ターボ     | D      | 368      |
| 2       | C1     | 17       | ブルン・モータースポーツ                                              | - オスカー・ララウリ - ヘスス・パレハ ジョエル・グイヤー                         | ポルシェ・962C                                        | M      | 360      |
| 2       | C1     | 17       | ブルン・モータースポーツ                                              | - オスカー・ララウリ - ヘスス・パレハ ジョエル・グイヤー                         | ポルシェ・935型2,649cc水平対向6気筒ターボ             | M      | 360      |
| 3       | C1     | 8        | ヨースト・レーシング                                                  | - ジョージ・フォルマー - ジョン・モートン - ケンパー・ミラー                     | ポルシェ・956                                         | G      | 355      |
| 3       | C1     | 8        | ヨースト・レーシング                                                  | - ジョージ・フォルマー - ジョン・モートン - ケンパー・ミラー                     | ポルシェ・935型3.0リットル水平対向6気筒ターボ         | G      | 355      |
| 4       | C1     | 33       | - ダノンポルシェエスパーニャ - ジョン・フィッツパトリック・レーシング | - エミリオ・デ・ヴィロタ - フェルミン・ペレツ ジョージ・フーシェ                 | ポルシェ・956B                                        | G      | 349      |
| 4       | C1     | 33       | - ダノンポルシェエスパーニャ - ジョン・フィッツパトリック・レーシング | - エミリオ・デ・ヴィロタ - フェルミン・ペレツ ジョージ・フーシェ                 | ポルシェ・935型2,649cc水平対向6気筒ターボ             | G      | 349      |
| 5       | C1     | 9        | オーバーマイヤー・レーシング                                          | - ユルゲン・ラシック - フルヴィオ・バラビオ - ダドリー・ウッド                   | ポルシェ・956                                         | G      | 345      |
| 5       | C1     | 9        | オーバーマイヤー・レーシング                                          | - ユルゲン・ラシック - フルヴィオ・バラビオ - ダドリー・ウッド                   | ポルシェ・935型2,649cc水平対向6気筒ターボ             | G      | 345      |
| 6       | C1     | 63       | エルンスト・シュスター                                                | - ジークフリート・ブルン - エルンスト・シュスター - ルディ・ゼーア               | ポルシェ・936C                                        | D      | 344      |
| 6       | C1     | 63       | エルンスト・シュスター                                                | - ジークフリート・ブルン - エルンスト・シュスター - ルディ・ゼーア               | ポルシェ・962型2.8リットル水平対向6気筒ターボ         | D      | 344      |
| 7       | GTX    | 180      | ポルシェ                                                              | - ルネ・メッジ - クロード・バローレナ                                            | ポルシェ・961                                         | D      | 321      |
| 7       | GTX    | 180      | ポルシェ                                                              | - ルネ・メッジ - クロード・バローレナ                                            | ポルシェ・935型2.8リットル水平対向6気筒ターボ         | D      | 321      |
| 8       | C2     | 75       | ADAエンジニアリング                                                   | - イアン・ハローワー - エヴァン・クレメンツ - トム・ドットノーブル               | ゲプハルト・JC843                                     | A      | 318      |
| 8       | C2     | 75       | ADAエンジニアリング                                                   | - イアン・ハローワー - エヴァン・クレメンツ - トム・ドットノーブル               | フォード・コスワース・DFL型3.3リットルV型8気筒        | A      | 318      |
| 9       | C1     | 14       | リキモリ・エキップ                                                    | - マウロ・バルディ - プライス・コブ - ロブ・ダイソン                             | ポルシェ・956GTi                                      | G      | 318      |
| 9       | C1     | 14       | リキモリ・エキップ                                                    | - マウロ・バルディ - プライス・コブ - ロブ・ダイソン                             | ポルシェ・935型2,649cc水平対向6気筒ターボ             | G      | 318      |
| 10      | C1     | 55       | ジョン・フィッツパトリック・レーシング                                | - フィリップ・アリオー - パコ・ロメロ - ミシェル・トローレ                       | ポルシェ・956                                         | G      | 312      |
| 10      | C1     | 55       | ジョン・フィッツパトリック・レーシング                                | - フィリップ・アリオー - パコ・ロメロ - ミシェル・トローレ                       | ポルシェ・935型2,649cc水平対向6気筒ターボ             | G      | 312      |
| 11      | C2     | 90       | ジェンス・ヴィンター                                                  | - ジェンス・ヴィンター - デヴィッド・マーサー - ラーズ・ヴィゴ・ジェンセン       | URD・C83                                              | A      | 310      |
| 11      | C2     | 90       | ジェンス・ヴィンター                                                  | - ジェンス・ヴィンター - デヴィッド・マーサー - ラーズ・ヴィゴ・ジェンセン       | BMW・M88型3,453cc直列6気筒                            | A      | 310      |
| 12      | C2     | 100      | WMセカテバ                                                            | - クロード・ハルディ - ロジャー・ドルシー - パスカル・ペジオ                     | WM・P85                                               | M      | 301      |
| 12      | C2     | 100      | WMセカテバ                                                            | - クロード・ハルディ - ロジャー・ドルシー - パスカル・ペジオ                     | プジョー・PRV型2.7リットルV型6気筒ターボ              | M      | 301      |
| 13      | C1     | 47       | グラフ・レーシング                                                    | - ジャン＝フィリップ・グラン - ジャック・グートシャウ - マルク・メナン           | ロンドー・M482                                        | ?      | 299      |
| 13      | C1     | 47       | グラフ・レーシング                                                    | - ジャン＝フィリップ・グラン - ジャック・グートシャウ - マルク・メナン           | フォード・コスワース・DFL型3.3リットルV型8気筒        | ?      | 299      |
| 14      | GTP    | 21       | リシャール・クレアー・レーシング                                      | - リシャール・クレアー - リオネル・ロベール - ジャック・ニューサム               | マーチ・85G                                           | G      | 299      |
| 14      | GTP    | 21       | リシャール・クレアー・レーシング                                      | - リシャール・クレアー - リオネル・ロベール - ジャック・ニューサム               | ポルシェ・962型2.8リットル水平対向6気筒ターボ         | G      | 299      |
| 15      | C2     | 78       | エキュリー・エコッセ                                                  | - レス・デラーノ - ジョン・ホッチキス - アンディ・ペタリー                       | エコッセ・C285                                        | A      | 293      |
| 15      | C2     | 78       | エキュリー・エコッセ                                                  | - レス・デラーノ - ジョン・ホッチキス - アンディ・ペタリー                       | フォード・コスワース・DFL型3.3リットルV型8気筒        | A      | 293      |
| 16      | C1     | 32       | ニスモ                                                                | - ジェームズ・ウィーバー - 長谷見昌弘 - 和田孝夫                                 | ニッサン・R85V                                        | D      | 285      |
| 16      | C1     | 32       | ニスモ                                                                | - ジェームズ・ウィーバー - 長谷見昌弘 - 和田孝夫                                 | 日産自動車・VG30ET型3.0リットルV型6気筒ターボ         | D      | 285      |
| 17      | C2     | 102      | ルシエン・ロシャウ                                                    | - ノエル・デル・ベロ - ルシエン・ロシャウ - ブルーノ・ソッティ                   | ロンドー・M379C                                       | A      | 278      |
| 17      | C2     | 102      | ルシエン・ロシャウ                                                    | - ノエル・デル・ベロ - ルシエン・ロシャウ - ブルーノ・ソッティ                   | フォード・コスワース・DFV型3.0リットルV型8気筒        | A      | 278      |
| 18      | C1     | 13       | プリマガス・チーム・クーガー                                          | - イブ・クラージュ - アラン・ドゥ・カデネ - ピエール＝アンリ・ラファネル         | クーガー・C12                                         | M      | 267      |
| 18      | C1     | 13       | プリマガス・チーム・クーガー                                          | - イブ・クラージュ - アラン・ドゥ・カデネ - ピエール＝アンリ・ラファネル         | ポルシェ・935型2,649cc水平対向6気筒ターボ             | M      | 267      |
| 19      | C2     | 70       | スパイス・エンジニアリング                                            | - ゴードン・スパイス - レイ・ベルム - ジャン＝ミシェル・マルタン                 | スパイス・ポンティアックSE86C                         | A      | 257      |
| 19      | C2     | 70       | スパイス・エンジニアリング                                            | - ゴードン・スパイス - レイ・ベルム - ジャン＝ミシェル・マルタン                 | フォード・コスワース・DFL型3.3リットルV型8気筒        | A      | 257      |
| 20 NC   | C1     | 38       | 童夢                                                                  | - エイエ・エリジュ - ベッペ・ガビアーニ - 鈴木利男                               | 童夢・86C-L                                           | D      | 296      |
| 20 NC   | C1     | 38       | 童夢                                                                  | - エイエ・エリジュ - ベッペ・ガビアーニ - 鈴木利男                               | トヨタ・4T-GT型2.1リットル直列4気筒ターボ             | D      | 296      |
| 21 NC   | B      | 111      | MKモータースポーツ                                                    | - ミハエル・クランケンベルク - パスカル・ウィトモア - ジャン＝ポール・リベール   | BMW・M1                                               | D      | 265      |
| 21 NC   | B      | 111      | MKモータースポーツ                                                    | - ミハエル・クランケンベルク - パスカル・ウィトモア - ジャン＝ポール・リベール   | BMW・M88型3,453cc直列6気筒                            | D      | 265      |
| 22 NC   | C2     | 72       | バートレット/グッドマンズ サウンド                                    | - ロビン・ドノヴァン - リチャード・ジョーンズ - ニック・アダムス                 | バードン・DB1                                         | ?      | 211      |
| 22 NC   | C2     | 72       | バートレット/グッドマンズ サウンド                                    | - ロビン・ドノヴァン - リチャード・ジョーンズ - ニック・アダムス                 | フォード・コスワース・DFL型3.3リットルV型8気筒        | ?      | 211      |
| 23 NC   | C2     | 95       | ローランド・バサラー                                                  | - ローランド・バサラー - ドミニク・ラコー - Yvon Tapy                            | ザウバー・SHS C6                                      | A      | 20`      |
| 23 NC   | C2     | 95       | ローランド・バサラー                                                  | - ローランド・バサラー - ドミニク・ラコー - Yvon Tapy                            | BMW・M88型3,453cc直列6気筒                            | A      | 20`      |
| 24 DNF  | C1     | 51       | - シルクカットジャガー - トム・ウォーキンショー・レーシング           | - デレック・ワーウィック - エディ・チーバー - ジャン＝ルイ・シュレッサー         | ジャガー・XJR-6                                       | D      | 239      |
| 24 DNF  | C1     | 51       | - シルクカットジャガー - トム・ウォーキンショー・レーシング           | - デレック・ワーウィック - エディ・チーバー - ジャン＝ルイ・シュレッサー         | ジャガー・5,993ccV型12気筒                            | D      | 239      |
| 25 DNF  | C1     | 7        | ヨースト・レーシング                                                  | - クラウス・ルドヴィック - パオロ・バリッラ - "ジョン・ヴィンター"               | ポルシェ・956B                                        | G      | 196      |
| 25 DNF  | C1     | 7        | ヨースト・レーシング                                                  | - クラウス・ルドヴィック - パオロ・バリッラ - "ジョン・ヴィンター"               | ポルシェ・935型3.0リットル水平対向6気筒ターボ         | G      | 196      |
| 26 DSQ† | C2     | 79       | エキュリー・エコッセ                                                  | - デヴィッド・レスリー - レイ・マロック - マイク・ワイルズ                       | エコッセ・C286                                        | A      | 181      |
| 26 DSQ† | C2     | 79       | エキュリー・エコッセ                                                  | - デヴィッド・レスリー - レイ・マロック - マイク・ワイルズ                       | オースチン・ローバー・V64V型3.0リットルV型6気筒       | A      | 181      |
| 27 DNF  | C1     | 2        | ロスマンズ・ポルシェ                                                  | - ヨッヘン・マス - ボブ・ウォレク - ヴァーン・シュパン                           | ポルシェ・962C                                        | D      | 180      |
| 27 DNF  | C1     | 2        | ロスマンズ・ポルシェ                                                  | - ヨッヘン・マス - ボブ・ウォレク - ヴァーン・シュパン                           | ポルシェ・935/82型2.86リットル水平対向6気筒ターボ     | D      | 180      |
| 28 DNF  | C1     | 10       | ポルシェ・クレマー・レーシング                                        | - ヨー・ガルトナー - サレル・ヴァン・デ・マーウェ - 高橋国光                     | ポルシェ・962C                                        | Y      | 169      |
| 28 DNF  | C1     | 10       | ポルシェ・クレマー・レーシング                                        | - ヨー・ガルトナー - サレル・ヴァン・デ・マーウェ - 高橋国光                     | ポルシェ・935型2,649cc水平対向6気筒ターボ             | Y      | 169      |
| 29 DSQ† | C1     | 66       | コスミック・レーシング・プロモーションズ                              | - コスタス・ロス - Raymond Touroul - ニール・クラング                            | マーチ・84G                                           | A      | 169      |
| 29 DSQ† | C1     | 66       | コスミック・レーシング・プロモーションズ                              | - コスタス・ロス - Raymond Touroul - ニール・クラング                            | ポルシェ・935型2,649cc水平対向6気筒ターボ             | A      | 169      |
| 30 DNF  | C1     | 12       | ポルシェ・クレマー・レーシング                                        | - ピエール・イベール - Hubert Striebig - マックス・コーエンオリバー              | ポルシェ・956                                         | Y      | 160      |
| 30 DNF  | C1     | 12       | ポルシェ・クレマー・レーシング                                        | - ピエール・イベール - Hubert Striebig - マックス・コーエンオリバー              | ポルシェ・935型2,649cc水平対向6気筒ターボ             | Y      | 160      |
| 31 DNF  | C1     | 53       | - シルクカット・ジャガー - トム・ウォーキンショー・レーシング         | - ジャンフランコ・ブランカテリ - ウィン・パーシー - ハーレイ・ヘイウッド         | ジャガー・XJR-6                                       | D      | 154      |
| 31 DNF  | C1     | 53       | - シルクカット・ジャガー - トム・ウォーキンショー・レーシング         | - ジャンフランコ・ブランカテリ - ウィン・パーシー - ハーレイ・ヘイウッド         | ジャガー・5,993ccV型12気筒                            | D      | 154      |
| 32 DNF  | GTP    | 170      | マツダスピード                                                        | - ピエール・デュドネ - デイブ・ケネディ - マーク・ギャルヴァン                   | マツダ・757                                           | D      | 137      |
| 32 DNF  | GTP    | 170      | マツダスピード                                                        | - ピエール・デュドネ - デイブ・ケネディ - マーク・ギャルヴァン                   | マツダ・13G型1,962cc3ローター                         | D      | 137      |
| 33 DNF  | C1     | 41       | WMセカテバ                                                            | - ジャン＝ダニエル・ローレ - ミシェル・ピニャール - フランソワ・ミゴール         | WM・P86                                               | M      | 132      |
| 33 DNF  | C1     | 41       | WMセカテバ                                                            | - ジャン＝ダニエル・ローレ - ミシェル・ピニャール - フランソワ・ミゴール         | プジョー・PRV型2.6リットルV型6気筒ターボ              | M      | 132      |
| 34 DNF  | C2     | 99       | ロイ・ベイカー・レーシング Tiga                                       | - ニック・ニコルソン - ジョン・シェルドン - ソードキルド・サリング               | Tiga・GC286                                           | A      | 125      |
| 34 DNF  | C2     | 99       | ロイ・ベイカー・レーシング Tiga                                       | - ニック・ニコルソン - ジョン・シェルドン - ソードキルド・サリング               | フォード・コスワース・BDT型1.7リットル直列4気筒ターボ | A      | 125      |
| 35 DNF  | C1     | 45       | Vetir Racing                                                          | - Patrick Oudet - ジャン＝クロード・ジャスティス                                 | ロンドー・M382                                        | D      | 110      |
| 35 DNF  | C1     | 45       | Vetir Racing                                                          | - Patrick Oudet - ジャン＝クロード・ジャスティス                                 | フォード・コスワース・DFL型3.3リットルV型8気筒        | D      | 110      |
| 36 DNF  | C1     | 36       | トムス                                                                | - 中嶋悟 - ジェフ・リース - 関谷正徳                                             | トムス・86C-L                                         | B      | 105      |
| 36 DNF  | C1     | 36       | トムス                                                                | - 中嶋悟 - ジェフ・リース - 関谷正徳                                             | トヨタ・4T-GT型2.1リットル直列4気筒ターボ             | B      | 105      |
| 37 DNF  | C2     | 97       | ロイ・ベイカー・レーシング Tiga                                       | - トム・フランク - ヴァレンティーノ・ムセッティ - マイク・アリソン               | Tiga・GC285                                           | A      | 95       |
| 37 DNF  | C2     | 97       | ロイ・ベイカー・レーシング Tiga                                       | - トム・フランク - ヴァレンティーノ・ムセッティ - マイク・アリソン               | フォード・コスワース・BDT型1.7リットル直列4気筒ターボ | A      | 95       |
| 38 DNF  | C1     | 19       | ブルン・モータースポーツ                                              | - ティエリー・ブーツェン - Didier Theys - アラン・フェルテ                       | ポルシェ・956                                         | M      | 89       |
| 38 DNF  | C1     | 19       | ブルン・モータースポーツ                                              | - ティエリー・ブーツェン - Didier Theys - アラン・フェルテ                       | ポルシェ・935型2,649cc水平対向6気筒ターボ             | M      | 89       |
| 39 DNF  | C1     | 62       | クーロス・レーシングチーム                                            | - アンリ・ペスカロロ - クリスチャン・ダナー - ディーター・クエスター             | ザウバー・C8                                          | G      | 86       |
| 39 DNF  | C1     | 62       | クーロス・レーシングチーム                                            | - アンリ・ペスカロロ - クリスチャン・ダナー - ディーター・クエスター             | メルセデス・ベンツ・M117型5.0リットルV型8気筒ターボ   | G      | 86       |
| 40 DNF  | C1     | 18       | ブルン・モータースポーツ                                              | - ワルター・ブルン - マッシモ・シガーラ - フランク・イエリンスキー               | ポルシェ・962C                                        | M      | 75       |
| 40 DNF  | C1     | 18       | ブルン・モータースポーツ                                              | - ワルター・ブルン - マッシモ・シガーラ - フランク・イエリンスキー               | ポルシェ・935型2,649cc水平対向6気筒ターボ             | M      | 75       |
| 41 DNF  | C2     | 83       | Luigi Taverna Technoracing                                            | - Luigi Taverna - トニー・パルマ - マルコ・ヴァノリ                              | アルバ・AR3                                           | A      | 74       |
| 41 DNF  | C2     | 83       | Luigi Taverna Technoracing                                            | - Luigi Taverna - トニー・パルマ - マルコ・ヴァノリ                              | フォード・コスワース・DFL型3.3リットルV型8気筒        | A      | 74       |
| 42 DNF  | C2     | 74       | ゲプハルト・モータースポーツ                                          | - スタンレー・ディケンズ - ピエール・デ・トイジー - ジャン＝フランソワ・イヴォン | ゲプハルト・JC853                                     | A      | 68       |
| 42 DNF  | C2     | 74       | ゲプハルト・モータースポーツ                                          | - スタンレー・ディケンズ - ピエール・デ・トイジー - ジャン＝フランソワ・イヴォン | フォード・コスワース・DFL型3.3リットルV型8気筒        | A      | 68       |
| 43 DNF  | C1     | 23       | ニスモ                                                                | - 星野一義 - 松本恵二 - 鈴木亜久里                                               | ニッサン・R86V                                        | B      | 64       |
| 43 DNF  | C1     | 23       | ニスモ                                                                | - 星野一義 - 松本恵二 - 鈴木亜久里                                               | 日産自動車・VG30ET型3.0リットルV型6気筒ターボ         | B      | 64       |
| 44 DNF  | C1     | 61       | クーロス・レーシングチーム                                            | - ジョン・ニールセン - マイク・サックウェル                                      | ザウバー・C8                                          | G      | 61       |
| 44 DNF  | C1     | 61       | クーロス・レーシングチーム                                            | - ジョン・ニールセン - マイク・サックウェル                                      | メルセデス・ベンツ・M117型5.0リットルV型8気筒ターボ   | G      | 61       |
| 45 DNF  | GTP    | 171      | マツダスピード                                                        | - 寺田陽次郎 - 従野孝司 - 片山義美                                               | マツダ・757                                           | D      | 59       |
| 45 DNF  | GTP    | 171      | マツダスピード                                                        | - 寺田陽次郎 - 従野孝司 - 片山義美                                               | マツダ・13G型1,962cc3ローター                         | D      | 59       |
| 46 DNF  | C1     | 52       | - シルクカット・ジャガー - トム・ウォーキンショー・レーシング         | - ブライアン・レッドマン - ハンス・ハイヤー - ハーレイ・ヘイウッド               | ジャガー・XJR-6                                       | D      | 53       |
| 46 DNF  | C1     | 52       | - シルクカット・ジャガー - トム・ウォーキンショー・レーシング         | - ブライアン・レッドマン - ハンス・ハイヤー - ハーレイ・ヘイウッド               | ジャガー・5,993ccV型12気筒                            | D      | 53       |
| 47 DNF  | C1     | 3        | ロスマンズ・ポルシェ                                                  | - ヴァーン・シュパン - ドレイク・オルソン                                        | ポルシェ・962C                                        | D      | 41       |
| 47 DNF  | C1     | 3        | ロスマンズ・ポルシェ                                                  | - ヴァーン・シュパン - ドレイク・オルソン                                        | ポルシェ・935/82型2.86リットル水平対向6気筒ターボ     | D      | 41       |
| 48 DNF  | C2     | 92       | オトモビル・ルイ・デカルト                                            | - ルイ・デカルト - ジャック・ユクラン                                            | ALD・02                                               | A      | 41       |
| 48 DNF  | C2     | 92       | オトモビル・ルイ・デカルト                                            | - ルイ・デカルト - ジャック・ユクラン                                            | BMW・M88型3,453cc直列6気筒                            | A      | 41       |
| 49 DNF  | C2     | 89       | ラッキーストライク・Schanche・レーシング                              | - マーティン・ビレーン - Torgye Kleppe - Martin Schanche                         | Argo・JM19                                            | G      | 1        |
| 49 DNF  | C2     | 89       | ラッキーストライク・Schanche・レーシング                              | - マーティン・ビレーン - Torgye Kleppe - Martin Schanche                         | ザクスピード・1.8リットル直列4気筒ターボ              | G      | 1        |
| 50 DNF  | C2     | 98       | ロイ・ベイカー・レーシング Tiga                                       | - デイビッド・アンドリュース - マイク・ホール - ダンカン・ベイン                 | Tiga・GC286                                           | A      | 1        |
| 50 DNF  | C2     | 98       | ロイ・ベイカー・レーシング Tiga                                       | - デイビッド・アンドリュース - マイク・ホール - ダンカン・ベイン                 | フォード・コスワース・BDT型1.7リットル直列4気筒ターボ | A      | 1        |
| DNQ     | C1     | 20       | Tiga Team                                                             | - ティム・リー・デイビー - ニール・クラング - ジョン・ギンベル                   | Tiga・GC86                                            | D      | -        |
| DNQ     | C1     | 20       | Tiga Team                                                             | - ティム・リー・デイビー - ニール・クラング - ジョン・ギンベル                   | フォード・コスワース・DFL型3.3リットルV型8気筒ターボ  | D      | -        |
| DNQ     | C2     | 106      | ボー・ストランデル                                                    | - Kenneth Leim - ラルス・ヘルベルク - ペーター・フリッチュ                       | ストランデル・85                                      | ?      | -        |
| DNQ     | C2     | 106      | ボー・ストランデル                                                    | - Kenneth Leim - ラルス・ヘルベルク - ペーター・フリッチュ                       | ポルシェ・934型3.3リットル水平対向6気筒ターボ         | ?      | -        |